# 石板屋

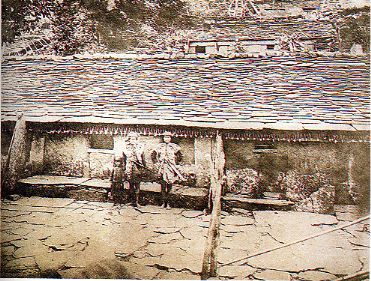
排灣族來義社石板屋

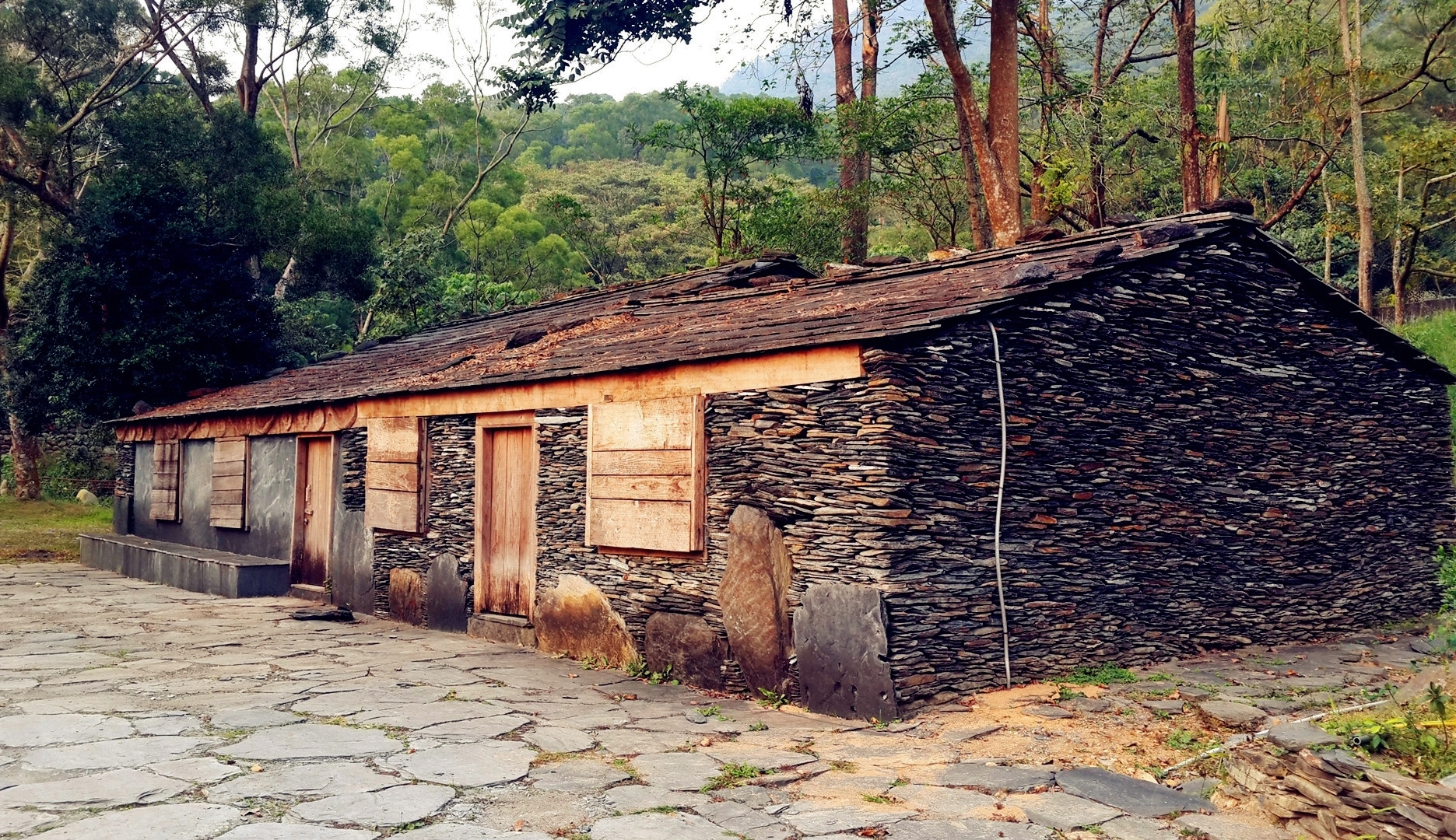
位於三地門的石板屋

石板屋是臺灣原住民魯凱族，排灣族及少數布農族和泰雅族用石板建造的傳統式住屋。
相傳以前下雨時房屋常會漏水，改成石板搭建後，屋頂的外型有如百步蛇的鱗片般，因此雨水會沿著鱗片外緣流下去，才改善漏水問題。石板屋一般使用板岩或頁岩作為建材。「排灣族及魯凱族石板屋聚落」為文化部遴選之臺灣世界遺產潛力點之一。
排灣族及魯凱族石板屋聚落完整地保存排灣族及魯凱族歷史文化遺跡，吸引人類學、建築學等學者的研究興趣，區內的人文資源—聚落景觀與山上自然地景有機結合，配置明顯、保存良好，生動記錄排灣及魯凱族傳統聚落空間、家屋空間、家屋前庭、採石場、水源地及傳統領域，符合世界遺產登錄標準第二項。

## 形式

### 排灣族
多利用當地的石材所建。族人在蓋房子前會先尋找適合的緩坡，並在上面剷出一畚箕形的地台以作為建築基地。其建築的側壁均以石片堆成，上方則以木材為樑，屋頂則有以樹皮、蘆葦等植物或用岩片搭蓋而成，而屋內地上則舖有石板。若為頭目或貴族的住居在屋簷下牆面上側，會有雕刻的簷桁。

蓋石板屋在部落是一件大事，通常要動員全部落的人以一個多月的時間才能建築完成。。

### 魯凱族
所用的石材係以居住地附近出產的黑灰板岩及頁岩，經簡易加工後得到較為整齊的片狀石板，然後再堆砌而成。

一般平民階級的石板屋，三個星期即可完工，而貴族居住的石板屋因為較為講究細節，因此需要較長的工時。

### 布農族
以大石塊做為牆柱，用較薄的頁岩當作屋瓦。支樑和窗戶則以木製成，其餘部分用大小石塊堆疊而成。室內則有穀倉，其外部前後則繞以石板堆積的矮牆作為防護。